# Saint-Amand, Creuse
Saint-Amand är en kommun i departementet Creuse i regionen Nouvelle-Aquitaine i de centrala delarna av Frankrike. Kommunen ligger i kantonen Aubusson som tillhör arrondissementet Aubusson. År 2022 hade Saint-Amand 453 invånare.

## Befolkningsutveckling
Antalet invånare i kommunen Saint-Amand
Referens:INSEE